# Kurt Redel
Pour les articles homonymes, voir Redel.
Kurt Redel, né le 8 octobre 1918 à Breslau et mort le 12 février 2013 à Munich, est un flûtiste et chef d'orchestre allemand.

## Biographie
Kurt Redel naît à Breslau, importante ville de Silésie alors prussienne relevant de l'Empire allemand et aujourd'hui en Pologne sous le nom de Wrocław. 
Il fait ses études musicales au conservatoire de cette ville, y apprenant la flûte, le piano, le violon, l'histoire de la musique, l'orchestration, la composition ainsi que la direction d'orchestre.   
En 1938, il devient flûtiste solo de la Meininger Landeskapelle avant de devenir, dès 1939, professeur de flûte au Mozarteum de Salzbourg. Il devient ensuite, en 1941, flûtiste solo de l'Orchestre de l'Opéra d'État de Bavière.  De 1946 à 1956, il est professeur de flûte à l'Académie de musique de Detmold. 
En 1953, Kurt Redel a fondé l'ensemble orchestral Pro Arte de Munich, à la tête duquel il a effectué de très nombreuses tournées, en Allemagne comme à l'étranger ainsi que de nombreux enregistrements. 
Il a aussi fondé le Festival de Pâques de Lourdes, qu'il a dirigé pendant 20 ans. Plutôt spécialisé dans le répertoire baroque, il a été chef invité par de nombreux chœurs, festivals ou orchestres symphoniques de premier plan. 

## Décorations
- Commandeur de l'ordre des Arts et des Lettres Il est fait commandeur le 16 février 1996[1].
- Croix d'officier de l'ordre du Mérite de la République fédérale d'Allemagne